# Fejltagelse
En fejltagelse eller fejl er en handling, der er unøjagtig eller forkert.
Indenfor statistik refererer "fejl" til forskellen mellem den værdi, der er blevet beregnet, og den korrekte værdi. En fejl kan resulture i en afvigelse fra den tilsigtede ydeevne eller adfærd.